# Yunus Sultan
Yunus Sultan (el mesos que va ser kan, Yunus Khan) fou kan de Coràsmia vers 1556-1557.
Era fill de Sofian Khan i tenia el feu de Urgendj (juntament amb el seu germà Pekhvan Kuli), del qual fou expulsat vers 1550 per una aliança de prínceps: els fills de Bujugha Khan, els d'Avanek Khan i els del kan Aghatai Khan. Urgendj va passar Sari Mahmud Sultan, fill d'Avanek Khan (tots els altres fills d'Avanek van rebre possessions al Khurasan)
Els expulsats es van retirar a Bukharà i en aquesta ciutat, Yunus es va casar a una filla de Ismaïl Nogai, el famós cap dels nogais. Anava des de Bukharà amb 40 seguidors cap als terrenys de pastura del seu sogre, quan va passar per Tuk, que estava deserta, doncs els habitants havien anat a acampar a Urgendj. Llavors va planejar recuperar el patrimoni del seu pare; va arribar a l'antiga capital i es va aturar unes hores i a la nit es va dirigir a peu la població; va poder evitar a una patrulla i va arribar a les muralles des d'on va poder veure la residència del governador Sari Mahmud Sultan; es va introduir fins aquesta sense ser advertit i va agafar al governador i el va fer portar amb una escorta a Aghatai Khan a Vesir (Vezir); els soldats i ciutadans d'Urgendj, que estaven cansats de la tirania de Mahmud, van acceptar a Yunus que es va proclamar kan.
Aghatai, que portava governant uns 8 o 9 anys, va donar suport a Mahmud i va marxar per atacar a Yunus a les forces del qual va trobar a l'oest de la tomba del xeic Najmudin Kubra. Aghatai Khan fou derrotat i va fugir. Kassim Sultan, el fill de Yunus, la mare del qual era filla d'Aghatai, el va perseguir i el va capturar portant-lo a Urgendj on al cap de poc el va executar en secret i de manera que no van quedar rastres al seu cos, per la qual cosa va passar per una mort natural; el cos fou retornat a la família a Vesir (1556) i Yunus Sultan es va consolidar temporalment com a kan.
Els fills d'Aghatai van reunir les seves forces i van marxar contra Urgendj. Yunus va fugir a Bukharà (1557) però Kassim fou entregat als atacants per un dels seus seguidors que el va trair i va informar a Hajim Muhammad d'on s'amagava; fou fet presoner i retornat a Urgendj on fou executat.
Ni els fills de Sufiyan Khan ni els de Kal Khan tenien descendència masculina viva; els fills d'Avanek Khan tenien els seus feus al Khurasan, excepte Hajim Muhammad que es va quedar amb Urgendj; Vesir van quedar per la família d'Aghatai Khan, mentre els fills de Bojugha Khan, Ish, Dost i Burum, van conservar les seves possessions (Khivà, Hazarasp i Kath). L'assemblea de prínceps va elegir com a kan al senyor d'Hazarasp, Dost Khan.